# Gare de Tébessa
La gare de Tébessa est une gare ferroviaire algérienne située sur le territoire de la commune de Tébessa, dans la wilaya de Tébessa.

## Situation ferroviaire
La gare est située dans le centre-ville de Tébessa sur la ligne d'Annaba à Djebel Onk. Elle est précédée de la gare de Morsott et suivie du terminal ferroviaire de Djebel Onk (situé 110 km au sud de Tébessa). La gare est en outre l'origine de la ligne de Tébessa à Kouif ou elle est suivie du terminal de Kouif.

## Service des voyageurs

### Desserte
La gare de Tébessa est desservie par :
- les trains grandes lignes de la liaison Alger - Tébessa[1] ;
- les trains régionaux de la liaison : Annaba - Tébessa[2].

C'est aussi une importante gare de fret, elle permet le transit des trains de phosphate en provenance des mines de Djebel Onk et de Djebel Kouif.